# 櫻賀明
櫻賀 明（桜賀 めい），日本女性漫畫家，芳文社月刊漫畫雜誌《花音》主要執筆之一，該雜誌以Boy's Love情節為主要內容。

## 作品

### 漫畫
- 《全部都是我的！》（全一冊）台灣東販  【】
- 《這不是場遊戲》（2007/10/27，全一冊）台灣東販  【】
- 《愛上壞壞的男孩？》（2009/01，全一冊）台灣東販  【】
- 《愛上壞壞的傢伙》（2009/08/10，全一冊）台灣東販  【】
- 《好想惡作劇》（2010/03/20，全一冊）台灣東販  【】
- 《這樣算是討厭嗎？》（2010/04/20，全一冊）台灣東販  【】
- 《這樣算是戀愛嗎？》（2010/05/20，全一冊）台灣東販  【】
- 《無慈悲的男人》（2011/06/20，全一冊）台灣東販  【】
- 《愛上壞壞的戀人？》（2011/10/20，全一冊）台灣東販  【】
- 《化學室的王子》（2011/12/15，全一冊）台灣東販  【】
- 《這樣算是男友嗎？》（2012/07/27，全一冊）台灣東販  【】
- 《無慈悲的戀人》（2013/03/27，全一冊）台灣東販  【】
- 《這樣算是坦率嗎？》（2013/09/27，全一冊）台灣東販  【】
- 《愛上壞壞的王子》（2014/10/17，全一冊）台灣東販  【】
- 《無慈悲的胴體》（2015/05/17，全一冊）台灣東販  【】
- 《性惡大野狼好像戀愛了》（2016/05/25，全一冊）台灣東販  【】
- 《這樣算是祕密嗎？～對於幸村修二的日常觀察～》（2017/04/21，全一冊）台灣東販  【】

## 外部連結
- 櫻賀明✿部落格（wild-vanilla） （页面存档备份，存于） （日語）